# Paladinos Marvel
Paladinos Marvel foi uma publicação mensal de histórias em quadrinhos, originalmente publicadas pela editora estadunidense Marvel Comics, distribuídas no Brasil pela Editora Panini. Diferente das edições americanas, que são todas publicadas individualmente, é costume no Brasil lançar as séries nos chamados "mix", contendo diversas edições originais em cada edição brasileira. A série Paladinos Marvel abrigava as séries Capitão América (Captain America), Elektra, Hulk, Justiceiro (Punisher) e Fury, além da mini-série Quarteto Fantástico: 1234 (Fantastic Four: 1234), e foi publicada entre janeiro de 2002 e janeiro de 2003.
Paladinos Marvel foi uma das seis  publicações originalmente lançadas pela Panini ao assumir a Marvel no Brasil (Homem-Aranha, Marvel 2002, Marvel Millennium: Homem-Aranha, Paladinos Marvel, X-Men e X-Men Extra), e foi substituída por dois títulos da chamada "linha econômica" da Panini: Hulk & Demolidor e Justiceiro & Elektra.
A série foi publicada inteiramente no "formato Panini" (18,5 cm x 27,5 cm).

## Publicação pela Panini Comics

### Paladinos Marvel (2002-2003)

#### Publicações
- Captain America (#01-#07)
- Elektra (#06-#13)
- Fury (#08-#12)
- Fantastic Four: 1234 (#01-#04)
- Incredible Hulk (#01-#11; #13)
- Marvel Knights: Double-Shot (#06; #09)
- Punisher (#01-#05; #07-#08; #10-#13)

#### Edições
| Edição nacional | História 1                      | História 2               | História 3               | História 4                      | Data de publicação |
| --------------- | ------------------------------- | ------------------------ | ------------------------ | ------------------------------- | ------------------ |
| #01             | Punisher #01                    | Fantastic Four: 1234 #01 | Captain America #28      | Incredible Hulk #14             | jan 02             |
| #02             | Punisher #02                    | Captain America #29      | Fantastic Four: 1234 #02 | Incredible Hulk #15             | fev 02             |
| #03             | Punisher #03                    | Captain America #30      | Fantastic Four: 1234 #03 | Incredible Hulk #16             | mar 02             |
| #04             | Punisher #04                    | Captain America #31      | Fantastic Four: 1234 #04 | Incredible Hulk #17             | abr 02             |
| #05             | Punisher #05                    | Punisher #06             | Captain America #32      | Incredible Hulk #18             | mai 02             |
| #06             | Marvel Knights: Double Shot #01 | Elektra #01              | Incredibel Hulk #19      | Captain America #33             | jun 02             |
| #07             | Punisher #07                    | Elektra #02              | Incredible Hulk #20      | Captain America #34             | jul 02             |
| #08             | Incredible Hulk #24             | Punisher #08             | Elektra #03              | Fury #01                        | ago 02             |
| #09             | Elektra #04                     | Fury #02                 | Incredible Hulk #25      | Marvel Knights: Double-Shot #02 | set 02             |
| #10             | Punisher #09                    | Elektra #05              | Incredible Hulk #27      | Fury #03                        | out 02             |
| #11             | Punisher #10                    | Elektra #07              | Incredible Hulk #28      | Fury #04                        | nov 02             |
| #12             | Punihser #11                    | Elektra #08              | Fury #05                 | Fury #06                        | dez 02             |
| #13             | Punihser #12                    | Incredible Hulk #29      | Elektra #09              | Elektra #10                     | jan 03             |